# Nicole Brossard
 (décembre 2022).
Motif : Trop de listes. TOUTES ses œuvres ne sont pas notables ou alors il faut le démontrer (sources ?)
Pour les articles homonymes, voir Brossard.
Œuvres principales
Le Centre blanc

Mécanique jongleuse, suivi de Masculin grammaticale

Amantes

Double impression

L'amère ou Le chapitre effrité

Journal intime ou Voilà donc un manuscrit

Baroque d'aube

Le Désert mauve

La lettre aérienne
Nicole Brossard, née à Montréal le 27 novembre 1943, est une écrivaine, théoricienne et éditrice québécoise pratiquant principalement le genre poétique et romanesque. Cofondatrice de La Barre du jour, son implication dans le milieu littéraire est diverse. Sa carrière sera notamment marquée par son militantisme pour les causes féministe et LGBT+. 

## Biographie
Nicole Brossard publie pour la première fois sa poésie dans un recueil, Trois, en 1965, poèmes rassemblés sous la section Aube à la saison.
En 1965, elle cofonde La Barre du jour, une revue littéraire québécoise prenant le contrepied de la poésie dite nationaliste. Ce faisant, elle contribue à un renouveau de la poésie au Québec et elle ainsi est perçue en tant que cheffe de file de la poésie formaliste québécoise,.
Le recueil L'écho bouge beau publié en 1968 marque une rupture dans l'évolution de sa poésie.
Brossard participe à de nombreuses manifestations culturelles dont la Nuit de la poésie en mars 1970. À cet égard, certains spécialistes précisent que « la poésie est chez elle [Brossard] le genre premier, véritable creuset de [son] identité littéraire ».
Son parcours littéraire est fortement imprégné par son militantisme pour la cause féministe,. En 1975, elle prend part à un colloque international, se tenant à Montréal, sur Les femmes et l'écriture. À partir de ce moment, elle s'implique dans la lutte féministe et sa poésie devient plus personnelle. En 1976, elle fonde le journal féministe Les Têtes de pioches, coréalise le film Some American Feminists, et participe à l'écriture collective (aux côtés de Marthe Blackburn, Marie-Claire Blais, Odette Gagnon, Luce Guilbeault, Pol Pelletier et France Théoret) d'une pièce de théâtre, La Nef des sorcières, qui obtient un succès considérable lorsque représentée au Théâtre du Nouveau Monde.
En 1982, elle fonde une maison d'édition, L'Intégrale éditrice, se concentrant sur les publications féministes.
Plusieurs chercheurs s'entendent pour distinguer différentes phases dans son écriture : les débuts lyriques ou la période d'apprentissage (1965 à 1968-1970), la période formaliste (1970 à 1974-1975), la période féministe (1975 à 1980-1988) et une nouvelle période formaliste (à partir de 1985),. De ce parcours littéraire se dégagent deux pôles : d'une part, son modernisme et son avant-gardisme et, d'autre part, une écriture militante plus sensuelle et suggestive, revendiquant la liberté homosexuelle féminine.
Ses œuvres sont traduites en anglais, allemand, espagnol, catalan, portugais, slovène entre autres.
Les fonds d'archives de Nicole Brossard sont conservés au centre d'archives de Montréal de Bibliothèque et Archives nationales du Québec et à Bibliothèque et Archives Canada.
Elle est membre d'honneur de l'Union des écrivaines et des écrivains québécois.

## L'œuvre

### Posture d'auteur
Selon Jérôme Meizoz, la posture d'auteur est composée de deux éléments : le fait linguistique (l'image de l'énonciateur, construite dans et par les textes ainsi que toutes les valeurs qui y sont associées) et le fait institutionnel (les prix, les discours, les photographies et autres).
Publiée en 1983, l'œuvre Journal Intime de Nicole Brossard est une commande de la Société Radio-Canada. Pol Pelletier en fera une lecture théâtrale devant public. Par cette ouverture au théâtre, le destinataire lecteur ne représente plus l'unique récepteur de ce texte lu en public par une autre. « Dans ce texte, son soi s'ouvre aux autres – et surtout aux autres femmes – heureux de transiter par autrui. » En fait, Brossard impose sa propre vision du journal intime : « Le journal ne me suffit pas. Ne me convient pas. C'est assez une forme d'écriture qui exige trop de moi et pas assez de ce que je suis. » Elle y décrit peu les anecdotes de sa vie quotidienne et y présente plutôt un « anti-journal intime » où se côtoient poèmes et réflexions.
La conception de Nicole Brossard de ce genre dit intime se reflète également dans la structure de son écriture. Dans Journal intime, Le Désert mauve (1987), Baroque d'aube (1995) et plusieurs autres titres, le temps et l'espace sont instables. Les scènes s'inscrivent au passé, au présent et même au futur. Autant physiquement que mentalement, la narration voyage de Montréal à Paris, Athènes, Londres, et Budapest. À l'image de ce passage de Journal intime : « À Montréal, le 26 mars j'ai imaginé Paris, le 13 avril 1983 ».
De plus, la relation ambiguë entre les expériences réelles et celles imaginées se perçoit dans cette instabilité du temps et de la forme du texte. La fréquence des moments fictionnels (par rapport à ceux qui semblent plus biographique ou réel) rend manifeste le déplacement du genre qu'effectue Nicole Brossard. Ses réflexions dans Journal intime sont inspirées par ses expériences réelles, mais aussi par ses pensées féministes et politiques. Les déclinaisons de ces thématiques sont variées : l'amour pour l'amante, la joie procurée par le temps passé avec ses amies, la critique du système patriarcal, etc. Avec ces nombreux personnages, les premières personnes du singulier et du pluriel s'adressent souvent à des référents ambigus, que ce soit à Brossard elle-même, à l'amante, à ses amies ou à d'autres femmes. L'équivalence parfois établit entre le singulier et le pluriel laisse croire à un sentiment de communauté féminine.
Dans cet « anti-journal intime », les photographies de la narratrice se multiplient à un point qu'« elle s'avère omniprésente et indispensable dans le processus de création d'une posture auctoriale. » Lorsque Nicole Brossard écrit une autobiographie, ses photographies occupent une place tout aussi importante. Bien que Brossard cherche à éviter un dévoilement trop important de sa vie privée, les photographies peuvent servir à compléter l'image d'auteure. Nécessairement, la photographie implique au moins deux personnes : l'une devant l'objectif, l'autre derrière. En outre, les photos traversant les années montrent au lecteur la transformation du corps, mais aussi sa relation au monde.

#### Féminisme lesbien
Son œuvre est teintée en filigrane de ses aspirations liées au féminisme lesbien, sa « théorie ». Cela est tout particulièrement mis de l’avant dans Picture theory. Théorie-fiction, un court récit autobiographique composé d’une quinzaine de pages publié en 1992 uniquement dans une traduction anglaise de Susanne Lotbinière-Harwood. Le récit raconte chronologiquement la venue à l'écriture de Nicole Brossard de même que son univers lesbien, amoureux et littéraire.

### Poétique de l'auteure

#### Intertextualité
L’intertextualité est une composante importante de l’œuvre littéraire de Nicole Brossard. Cette pratique textuelle, qualifiée à la fois de politique et d’idéologique, est presque toujours relié aux préoccupations féministes de l’auteure. L’intertextualité brossardienne se présente sous différentes tangentes et se constate dans plusieurs textes de l’écrivaine.

##### Linguistique
Nicole Brossard inclut souvent des termes ou des mots provenant d’autres langues que celle de la langue principale d’un texte. Par exemple, dans le roman Le désert mauve, le texte est infiltré par des mots d’origine anglaise et espagnole. Selon les théories de Dominique Maingueneau, cet usage de mots étrangers peut se rapporter à une forme d’interférence diatopique. Le rapport textuel de ces trois langues français, espagnol et anglais) serait une proclamation de la présence géographique du roman, Le désert mauve, sur le continent américain.

##### Autoréférentialité
L’autoréférentialité est une technique d’écriture privilégiée par Brossard. Elle crée des réseaux « symboliques et métonymiques » parcourant plusieurs textes souvent liés thématiquement. Les thèmes récurrents sont : la cause féministe, la sexualité et le corps, les pratiques exploratrices de la langue et du langage et surtout « la mise en communautés des femmes qui se lisent, s'écrivent, se traduisent […] ». De manière plus spécifique, certains textes sont investis de « figure[s] de renouvellement » prédominantes telles que l’aube ou la sibylle. La présence de l’aube se manifeste principalement dans trois œuvres de l’écrivaine : Trois, Baroque d’aube et Le désert mauve. Quant à elle, la figure de la sibylle se présente d’abord dans l’essai/fiction Picture theory à travers la formulation du mot illisible « illysybility ». Cette figure sera reprise à nouveau dans le roman Baroque d’aube où la sibylle est représentée par le personnage principal : Cybil Noland.

##### Historique et culturel
La figure de la sibylle est contextualisée fictionnellement dans le roman Baroque d’aube, qui s’inspire formellement et thématiquement de la période artistique et historique baroque. Cette figure historique prend forme à travers le personnage de Cybil Noland et est mise en relation, par l’entremise d’une relation sexuelle, à un autre personnage surnommé la Sixtine : Noland représente la figure classique et la Sixtine évoque la chapelle chrétienne dont les fresques peuvent signaler l’avènement du mouvement baroque. Cette mise en relation des deux protagonistes fait allusion au choix picturaux de Michel-Ange qui décide, à l’époque, de peindre un mythe païen, la sibylle, dans une église essentielle à la religion chrétienne. Le roman Baroque d’aube se lit comme une allégorie de cet évènement historique et culturel via la rencontre sexuelle des deux personnages.
Dans le roman Désert mauve, l’auteure plante le décor dans le désert de l’Arizona. Ce lieu fait référence à l’évènement historique de la création de la bombe atomique. Cette intertextualité historique se présente sous une forme de « dialogisme » avec les discours scientifique de l’époque nucléaire.

##### Féministe
« Entre 1975 et 1990, on se citait, on se dédicaçait des textes, on sentait fortement la colère, on employait souvent le "nous"; en somme l'intertextualité et le rapport d'adresse étaient à leur comble »
Ainsi, l’intertextualité féministe se situe au carrefour d’un besoin politique, social et littéraire. Des écrivaines comme Nicole Brossard prennent le contre-pied de l’historiographie littéraire qui représente que peu l’écriture des femmes. Cette intertextualité jugée comme un « motif féministe » pour certains, entraine un réseau d’idées et d’amitiés autour de cette question.
Dans l’écriture de Nicole Brossard cette intertextualité féministe s’illustre par la représentation d’une lecture ou d’une relecture de textes de femmes, souvent féministes et parfois lesbiennes, qui mettent en lumière des écrivaines peu représentées. Les textes Djuna Barnes: de profil moderne, Lesbiennes d’écriture et Picture theory sont des exemples d’une écriture intertextuelle féministe par l’évocation d’auteures américaines telles que Djuna Barnes and Gertrude Stein.

#### Écriture hybride

##### Le «genre premier» et les influences
« J’ai la poésie plantée au ventre et au cœur »
Pour plusieurs spécialistes de la poésie brossardienne, son style d’écriture serait comparable à celui d’Anne Hébert. Parmi eux, Karim Larose et Rosalie Lessard considèrent sa poésie au centre du lien entre les deux grandes auteures. Selon ces chercheurs, le caractère inclassable, ou non attribuable à un genre littéraire, d’une majorité de leurs ouvrages repose dans la poésie inhérente à leur écriture. L’œuvre poétique imposante de Brossard n’est donc pas seulement réductible à ses recueils de poèmes, mais s’élargit à ses écrits penchant autant vers le romanesque que le théorique ou l’essayistique. « La poésie, j’y reviens, elle ne me quitte jamais. C’est tout à fait mon genre. En elle et par elle, je me médite dans l’exubérance. » Sous toutes ses formes, Brossard explore les limites poétiques et sémantiques de la langue. Chez elle, la forme a du sens et s’inscrit donc comme un concept essentiel de son écriture.
« Certains textes plus que d’autres s’écrivent avec une conscience aiguë de tout ce qui constitue une phrase : son, rythme, image, sens, résonance, connoté, dénoté, effet symbolique, etc. Cela s’appelle un envol, une vue aérienne d’où l’on voit les frontières sans qu’elles ne nous dérangent en rien. »
Par une « mobilité et [un] éclatement génériques », les œuvres de Nicole Brossard s’épanouissent à travers la cohabitation d’une littérature postmoderne et d’une littérature féministe. Bien que ces deux concepts semblent plutôt en désaccord, certains théoriciens voient une corrélation importante entre la pensée féministe des années soixante-dix, dite de deuxième vague, et un postmodernisme en littérature, issue d’une littérature d’après-guerre.  Au Québec, cette période est marquée par des convictions littéraires rendues manifestes par une majorité d’auteurs : il s’agit de bouleverser le discours phallogocentrique par la déconstruction des formes et des genres littéraires, longtemps imposés de manière radicale. En ce sens, les pensées postmodernes et féministes se rejoignent sur un plan conceptuel en s’attaquant aux idéologies prescriptives d’« une vision totalisante du savoir » ainsi qu’à toute pratique du discours homogénéisé réitérant un certain manichéisme. Cette déconstruction, Nicole Brossard la pressent, la provoque par ses pratiques esthétiques toujours fondamentalement réfléchies voire théorisées,. C’est d’ailleurs le cas de l’ouvrage collectif La théorie, un dimanche, s’inspirant, entre autres, des réflexions postmodernes et féministes, qu’elle dirige de l’été 1983 jusqu’à sa publication en 1988.

##### Les stratégies d'écriture
Le désir d’exploration formelle de Brossard découle de cette époque effervescente. Entre la quête d’une « vérité du texte » et les jeux sémantiques, ses récits questionnent constamment la distance entre la réalité et la fiction : « cet espace à combler devient le moteur de l’écriture, qui l’actionne, met les mots en mouvement. » Ainsi, les mots et le corps écrivant (l’auteur.e) s’imposent d’eux-mêmes comme matériaux textuels.
Ce type d’autoreprésentation, très près de la mise en abyme, se répète dans beaucoup de scénarios brossardiens. Dans sa poésie, la syntaxe subit un éclatement qui reflète celui du sujet lyrique ; dans ses « anti-romans », les voix d’une même subjectivité se déclinent en plusieurs personnages. Lorsqu’elles ont une histoire moins abstraite, les héroïnes mises en scène par Nicole Brossard incarnent la figure de l’auteure, de la traductrice ou de la lectrice.
C’est le cas des personnages et narratrices démultipliées du Désert mauve (1993) et de Baroque d’aube (1995). Cette dernière prose poétique présente même Nicole Brossard en tant que personnage de sa propre fiction. Ainsi, la démultiplication des identités comme thème se reproduit esthétiquement : « Le féminin relève d’une pluralisation de l’identité qui éclate dans le texte à la manière de la dissémination de Jacques Derrida. » Encore une fois, on peut faire le lien avec les procédés d’écriture d’Anne Hébert, notamment dans Kamouraska (1970).

Les stratégies de déconstruction agissant dans les fictions de Nicole Brossard créent un canal de communication entre les voix émettrices et les corps récepteurs des textes. Selon l’auteure, ce procédé pourrait être considéré « comme une solution possible pour l’émancipation des femmes, un espace imaginaire authentique qui leur permettrait de vivre en communauté et de transcender la réalité. »
« La théorie, c’est la dimension hypothétique qui permet d’ouvrir quelques clés pour comprendre le réel et le transformer ou tout simplement pour en rêver la transformation. »

## Contributions à la vie littéraire

### Édition

#### Fondation de revues critiques et littéraires

##### La Barre du jour
En 1965, accompagnée par Marcel Saint-Pierre, Roger Soublière et Jan Stafford, Nicole Brossard a fondé La Barre du Jour pendant qu’ils étaient étudiants à l’Université de Montréal. Cette revue se concentrait sur la littérature québécoise et elle cherchait à stimuler l’écriture et à faire évoluer la manière donc l’écriture soit produite et reçue. Elle favorise les articles sur la théorie et le formalisme. La revue présente aussi des œuvres inédites de Charles Gill, Louis-Joseph Quesnel, Nérée Beauchemin, Saint-Denys Garneau, Gaëtane de Montreuil et Émile Nelligan.

##### La Nouvelle Barre du jour
En 1977, la revue a eu un changement à la direction et un nouveau nom. Maintenant appelée La Nouvelle Barre du jour, elle était sous la direction de Nicole Brossard, Michel Gay et Jean Yves Collette. La nouvelle revue comprend plus de fiction et des articles sur les luttes féminisme. Brossard a quitté la direction en 1979, mais la publication de la revue continuait jusqu’à 1990.

#### Direction d'anthologies

##### Baiser vertige(2006)
Baiser Vertige, l’anthologie préparée par Nicole Brossard, contient des textes de Anne-Marie Alonzo, Martine Audet, Germaine Beaulieu, Louky Bersianik, Marie-Claire Blais, Louise Bouchard, Nicole Brossard, Jean Chapdelaine Gagnon, Jean-Paul Daoust, Gilles Devault, Gaëtan Dostie, Gloria Escomel, Robbert Fortin, Gérald Gaudet, Gilles Jobidon, Marie Lafleur, Paul Chanel Malenfant, Alain Bernard Marchand, Jovette Marchessault, André Martin, Erín Moure, André Roy, Pierre Salducci, Pierre Samson, Gail Scott, Nathalie Stephens, Michel Tremblay, Lise Vaillancourt et Marc Vaillancourt.
« Pour la première fois, voici réunis en une anthologie des textes québécois de poésie et de prose qui font écho aux amours et à la solitude gaies, à la révolte et aux rêves lesbiens. Animés de colère ou de mélancolie, d'amour fou ou de peine vive, vingt-neuf auteurs donnent à lire, dans un croisement d'époques et de générations, l'enfance, le plaisir, le désir et la perte. Baiser vertige permet ainsi de découvrir sous un angle nouveau une part importante de la littérature québécoise. »

### Théories

#### Théorie/fiction

##### Picture Theory(1982)
« Picture Theory est écrit dans la modernité, la postmodernité, dans le désir de transcendance contre une culture qualifiée de décadente. Ce roman est écrit dans le mélange des genres : bribes biographiques, fragments théâtraux, passages narratifs ou descriptifs, poésie. Un travail de l’écriture en train de se faire. […] Ce roman présente cinq femmes : Florence Dérive, Claire Dérive, Oriana Longavi, Danielle Judith et la narratrice. Elles veulent subvertir le code de la langue et dénoncer ses préjugés sexistes. Le pronom je énoncé par la narratrice dans un ici et maintenant soulève la difficulté pour la femme de faire sens dans la culture patriarcale. L’écriture est alors un lieu d’échange inter-culturel entre l’hétérosexualité et l’homosexualité. »

##### La Théorie, un dimanche(1988)
« La théorie, un dimanche est un recueil dans lequel chacune de nous fait le point sur une problématique qui la touche particulièrement. Cette réflexion est suivie d’un texte de fiction inédit (dans certains cas, extrait d’un livre en préparation) qui rend compte de notre travail d’écriture. Aussi ce livre est-il tout à la fois tissé de nos singularités et de leurs points de rencontre. C’est un livre où chacune signe un parcours, un questionnement, itinéraire de conscience que nous espérons partager avec vous comme une continuité et un devenir. »
Jean-Pierre Masse réalise un documentaire, La théorie, un dimanche : sweet suite (2000), prenant pour sujet cette collaboration d’écrivaines.